# إدوين فيافوريتي
إدوين فيافوريتي (مواليد 12 مارس 1979) هو لاعب كرة قدم. يلعب مع منتخب الإكوادور لكرة القدم. سبق له أن لعب في كأس العالم لكرة القدم مع منتخب بلاده.

## روابط خارجية
- إدوين فيافوريتي على موقع الاتحاد الدولي (مؤرشف)  (الإنجليزية)
- إدوين فيافوريتي على موقع قاعدة بيانات كرة القدم.إي يو (الإنجليزية)
- إدوين فيافوريتي على موقع ناشيونال فوتبول تيمز (الإنجليزية)
- إدوين فيافوريتي على موقع Soccerway.com (الإنجليزية)
- إدوين فيافوريتي على موقع عالم كرة القدم.نت (الإنجليزية)
- إدوين فيافوريتي على موقع كووورة